# Москович, Вольф Абрамович
Вольф Абра́мович Моско́вич (род. 7 апреля 1936, Болград, Бессарабия) — советский и израильский филолог-славист, лингвист и культуролог, педагог. Доктор филологических наук (1971), директор отделения славистики Еврейского университета в Иерусалиме (с 1988 года), автор трудов по славистике, диалектологии славянских языков (русского и украинского), лексикографии идиша, информатике, культурологическим аспектам еврейских субэтнических групп (крымчаков, караимов — совм. с Б. П. Туканом), вопросам языковой аккультурации и ассимиляции иммигрантов.

## Биография
Вольф Москович родился в южном бессарабском городке Болград (теперь райцентр Болградского района Одесской области Украины), после войны учился в Черновцах. В 1953 году поступил на арабское отделение Московского института востоковедения, после ликвидации института в 1954 году переведён в Черновицкий университет, который окончил в 1958 году. По окончании института работал учителем в буковинском селе Нова Жадова, одновременно начал публиковать научные работы в журнале «Вопросы языкознания». В 1961 году поступил в аспирантуру при Московском государственном институте иностранных языков, где в 1965 году защитил кандидатскую диссертацию «Семантическое поле цветообозначений (опыт типологического исследования семантического поля)». В 1965—1974 годах заведовал лабораторией информационных языков Государственного комитета по делам изобретений и открытий при Совете Министров СССР. Докторскую диссертацию «Лексико-семантическая система естественного языка и информационные языки» защитил в ленинградском отделении Института языкознания Академии наук СССР в 1971 году.
В Советском Союзе занимался проблемами компьютерной лингвистики, информационного поиска и автоматического перевода, принимал участие в диалектологических и этнографических экспедициях, организованных Институтом славяноведения и балканистики АН СССР. С 1974 года — в Израиле, работал на отделении русистики Тель-Авивского университета, с 1976 года — на отделении русских и славянских исследований Еврейского университета в Иерусалиме, с 1979 года в звании профессора. С 1988 до 2007 года — директор Исследовательского центра и отделения славянских языков и литератур при Еврейском университете в Иерусалиме. С 1993 года — основатель и первый президент израильской ассоциации украинских исследований, вице-президент международной ассоциации украинских исследований. В 1990 и 2002 годах — президент израильской ассоциации славистов.
Почётный профессор Лондонского университета, приглашённый профессор Оксфордского университета (1984—1986), профессор Пенсильванского университета (Филадельфия, 1990—1992), почётный профессор иудаистики и славистики Торонтского университета (2002). Иностранный член Национальной академии наук Украины (1992) и Российской академии естественных наук (2002). Награждён золотой медалью Института русского языка имени А. С. Пушкина (2002). Главный редактор научной серии «Jews And Slavs — Евреи и славяне» (17 томов, 1993—2006, Иерусалим). Среди прочего опубликовал любовную переписку гетмана Ивана Мазепы (Jews And Slavs, т. 14, 2004).
С 1979 по 1989 год Вольф Москович был заместителем главного редактора лексикографического проекта Большого словаря еврейского (идиш) языка, а с 1998 года — президентом «Вэлтрат Фар Идиш Ун Идишер Култур» — Всемирного Совета идиша и еврейской культуры (на идише); преподавал интенсивный курс идиша на летних выездных семинарах, организованных советом. С 1998 года — глава иерусалимского отделения проекта EYDES по оцифровке диалектологического материала идиша при Дюссельдорфском университете. Член правления национальной инстанции по делам идиша при Кнессете.

## Книги
- Проблемы лингвостатистики и автоматизации лингвистической работы (тт. 1—6, главный редактор). М.: Наука, 1967—1974.
- Статистика и семантика: опыт статистического анализа семантического поля. М.: Наука, 1969. — 304 с.
- Методология составления словарей для машинного перевода. Патент: Москва, 1970.
- Информационные языки. М.: Наука, 1971. — 144 с.
- Дистрибутивно-статистический метод построения тезаурусов: современное состояние и перспективы. М., 1971. — 66 с.
- Словарь ключевых слов международной патентной классификации (в двух томах). Москва, 1972.
- Rising to the Challenge: Israel and the Absorption of Soviet Jews (Принимая вызов: Израиль и интеграция советских евреев). Institute of Jewish Affairs: Лондон, 1990.
- Словарь новых политических терминов России периода перестройки и постперестройки (в двух томах). Филадельфия, 1992.
- Евреи России — иммигранты Франции: Очерки о русской эмиграции. Под редакцией В. Московича, В. Хазана и С. Брейар. Гешарим—Мосты культуры: Москва—Париж—Иерусалим, 2000.
- Jews In Slavic Culture (в серии Slavonic and East European Review, т. 82), под редакцией W. Moskovich, O. Luthar и S. Schwarzband. Modern Humanities Research Association: Лондон, 2004.
- Хазары (Серия Bibliotheca Judaica, совм. с В. Петрухиным и А. Федорчуком). Мосты культуры — Гешарим: Москва—Иерусалим, 2005.
- Кенааниты: евреи в средневековом славянском мире. Под ред. В. Московича, М. Членова, А. Торпусмана. Jews and Slavs. Vol. 24. Москва — Иерусалим, 2014.

## Награды
- Медаль А. С. Пушкина (2002 год, Международная ассоциация преподавателей русского языка и литературы)[4].

## В честь В. Московича
- Quadrivium (недоступная ссылка). Festschrift in Honour of Professor Wolf Moskovich. Под редакцией M. Taube, R. Timenchik и S. Schwarzband. The Center for the Study of Slavic Languages and Literatures, Hebrew University: Иерусалим, 2006.